# Gerberga de Borgoña
Gerberga de Borgoña ( c. 965/966 – 7 de julio de 1018/1019) fue una noble franca perteneciente a la Casa Antigua de Güelf. Estuvo casada con Herman I, conde de Werl y posteriormente con Herman II, duque de Suabia .

## Vida y descendencia
Gerberga nació en Arles, hija del rey Conrado de Borgoña y su segunda esposa, Matilde, hija de Luis IV de Francia y Gerberga de Sajonia.  Su tía paterna era la emperatriz Adelaida y estaba emparentada por vía materna con Luis IV de Francia, Otón I y Carlomagno . 

### Primer matrimonio
Gerberga contrajo matrimonio con Herman I, conde de Werl, alrededor del año 978.  Herman de Werl murió en algún momento entre 985 y 988. El matrimonio tuvo la siguiente descendencia: 
- Herman II, conde de Werl (c. 980 – 1025)
- Rodolfo (o Liudolfo) de Werl (c. 982/986 – 1044)
- Bernardo I de Werl (c. 983 – 1027)

### Segundo matrimonio
Gerberga se casó posteriormente con Herman II de Suabia en 988.  Con Herman de Suabia, Gerberga tuvo varios hijos:
- Matilde de Suabia
- Gisela, que se convertiría en reina consorte de Alemania y emperatriz consorte del Sacro Imperio Romano Germánico.
- Herman III, que sucedió a su padre en 1003, muriendo poco después, en 1012.
- Bertoldo (992-993)
- Beatriz (?) (m. después del 25 de febrero de 1025), esposa de Adalberón de Eppenstein.

### Mecenazgo
En septiembre de 997, Otón III donó la finca de Stockhausen al convento de Meschede por intervención de Gerberga.  Stockhausen estaba situada en el distrito de Lochtrop, dentro del condado de Werl. En 997, el condado de Werl estaba gobernado por Herman II de Werl, hijo de primer matrimonio de Gerberga y los condes de Werl siempre habían estado muy vinculados con este monasterio, habiendo actuado como protectores del mismo en varias ocasiones. Es posible que Meschede haya sido fundada por Emhilids, uno de los antepasados de Herman en el siglo IX.
En mayo de 1000, Otón III tomó el convento de Ödingen bajo su protección.  Un diploma registra que Oedingen, que estaba situado en el mismo distrito de Lochtrop había sido fundado por Gerberga, con el permiso de su hijo, Herman II de Werl. En 1042 la nieta de Gerberga, también llamada Gerberga (hija de Herman II de Werl), se convirtió en abadesa de Oedingen.

## Muerte
Gerberga murió en Nordgau, Baviera. Una entrada necrológica indica que murió el 7 de julio, probablemente en 1018 o 1019. 